# Joaquim Domingo i Sánchez
Joaquim Domingo i Sánchez   (Barcelona, 16 d'agost de 1917 - Barcelona, 27 de febrer de 1981) fou un jugador de billar català de les dècades de 1940, 50 i 60, campió del món.
Fou jugador del Club Billar Sants de Barcelona.
Amb només setze anys va batre un rècord del món amb 51 caramboles en una sèrie i a la banda, que perdurà durant més de disset anys.
En el seu brillant palmarès guanyà tres cops el Campionat del Món de billar artístic (1959, 1965, 1967). En l'àmbit europeu, guanyà tres Campionats d'artístic (1952, 1968, 1969), un Campionat de 3 bandes (1948), un Campionat de quadre 71/2 (1949), un Campionat de banda (1953), un Campionat de pentatló (1954) i un Campionat de lliure (1957). També guanyà dues vegades el Torneig Internacional Triathlín Alexandre Avé, i un cop el Torneig Europeu a la Banda (1959). En l'àmbit domèstic, guanyà 67 Campionats d'Espanya i 61 Campionats de Catalunya, repartits en totes les especialitats, entre les dècades dels anys quaranta i setanta.
Seu va ser el rècord del món de fantasia amb 304 punts i fou el primer jugador del món en fer més de 500 caramboles en una sola entrada.
Pel que fa als guardons, fou distingit amb tres medalles d'or al mèrit esportiu de l'Ajuntament de Barcelona (1950, 1963, 1966), amb dues medalles d'argent de la Delegació Nacional de Educació Física (1958, 1968), una creu al mèrit civil (1973) i una medalla d'or del Consejo Superior de Deportes (1980).

## Palmarès
Font:
Campionats del Món
- Campionat del Món de billar artístic:  1957, 1963, 1966  1975
- Campionat del Món de billar de carambola lliure:  1935, 1936, 1949, 1950, 1953
- Campionat del Món de billar de carambola quadre 47/2:  1947

Campionats d'Europa
- Campionat d'Europa de billar artístic:  1952, 1968, 1969  1953, 1954, 1955, 1956, 1961  1959, 1973
- Campionat d'Europa de billar de carambola quadre 71/2:  1949
- Campionat d'Europa de billar de carambola quadre 47/2:  1955  1957
- Campionat d'Europa de billar a tres bandes:  1948
- Campionat d'Europa de billar pentatló:  1954
- Campionat d'Europa de billar a una banda:  1953  1951, 1960

Campionats d'Espanya
- Lliure: 1936, 1940, 1941, 1942, 1943, 1944, 1945, 1947, 1949, 1950, 1951, 1954, 1955, 1957, 1958, 1960
- Una banda: 1933, 1935, 1951, 1952, 1954, 1955, 1956, 1958, 1960, 1965, 1966
- Quadre 45/1: 1936
- Quadre 45/2: 1940, 1941, 1942, 1943, 1944, 1946
- Quadre 47/2: 1948, 1949, 1950, 1951, 1958
- Quadre 71/2: 1936, 1947, 1948, 1953, 1955, 1958, 1960
- Tres bandes: 1940, 1942, 1944, 1945, 1949, 1950, 1951, 1952, 1958, 1961
- Artístic: 1955, 1958, 1963, 1965, 1966, 1967, 1968, 1969, 1970, 1973, 1974

Campionats de Catalunya
- Guanyà 61 Campionats de Catalunya repartits en les diverses modalitats.